# Walter Christaller
Walter Christaller (* 21. April 1893 in Berneck bei Calw; † 9. März 1969 in Königstein im Taunus) war ein deutscher Geograph und gilt als Begründer der Theorie der zentralen Orte.

## Leben
Walter Christaller wurde 1893 als Sohn des evangelischen Pfarrers Erdmann Gottreich Christaller und dessen Ehefrau, der Schriftstellerin Helene Christaller, im Schwarzwald geboren. Er studierte Volkswirtschaftslehre und Geographie und führte quantitative und statistische Methoden in die Geographie ein. Er nahm 1913 am Ersten Freideutschen Jugendtag auf dem Hohen Meißner teil. Während seiner frühen Studienjahre vor 1914 wurde Christaller Mitglied in der Deutschen Akademischen Freischar. Während des Ersten Weltkriegs war er von 1914 bis 1918 Soldat. 1920 beendete Christaller sein volkswirtschaftliches Studium an der Friedrich-Alexander-Universität Erlangen. Schwerpunkte seiner Arbeiten waren Agrargeographie und Stadtplanung in Süddeutschland. In seinem Hauptwerk Die zentralen Orte in Süddeutschland von 1933 entwickelte er eine Theorie der zentralen Orte, die er dem Erlanger Geographie-Professor Robert Gradmann als Dissertation vorlegte. Christallers Theorie wurde in der Zeit des Nationalsozialismus von der Reichsarbeitsgemeinschaft für Raumforschung für die Raumplanung herangezogen. Seine Arbeit bildet die theoretische Basis des in der Raumordnung bis heute genutzten Zentrale-Orte-Modells.
Nachdem er Anfang der 1920er Jahre Mitglied der USPD gewesen war, stand Christaller vor 1933 der KPD nahe, weshalb er 1934 zunächst in Frankreich untertauchte. Er erhielt aber dank einflussreicher Freunde 1934 ein Stipendium und kehrte nach Deutschland zurück, habilitierte sich 1938 an der Albert-Ludwigs-Universität Freiburg und war von 1937 bis 1940 wissenschaftlicher Assistent am Kommunalwissenschaftlichen Institut bei Theodor Maunz. Am 8. Mai 1940 beantragte Christaller die Aufnahme in die NSDAP und wurde zum 1. Juli desselben Jahres aufgenommen (Mitgliedsnummer 8.375.670); er war dann von 1940 bis 1945 Mitarbeiter im Amt Planung und Boden im Stabshauptamt des Reichskommissars für die Festigung des deutschen Volkstums, das die Registrierung des Grund und Bodens im besetzten Polen sowie die Sicherstellung des ehemaligen polnischen und jüdischen Besitzes regelte. Er bearbeitete in diesem Zusammenhang die Siedlungsplanung in einzelnen Gebieten („Warthegau“ und Bezirk Bialystok), in denen er sein Modell der zentralen Orte durchsetzte. Christaller pries das Modell der zentralen Orte, nach dem Orte hierarchisch nach ihren Versorgungsangeboten klassifiziert werden und jedes Oberzentrum von einem Ring von Mittelzentren umgeben ist, die ihrerseits wiederum von einem Ring von Unterzentren umgeben sind, als Umsetzung des „Führerprinzips“ in der Raumordnung. Nach Ansicht der Historikerin Isabel Heinemann stellte er sich bei seiner Mitarbeit am Generalplan Ost bereitwillig in den Dienst der gewaltsamen Umgestaltung Europas auf der Grundlage von Mord und Vertreibung. Die ehemaligen Mitarbeiter des RKF-Planungshauptamts wie Erhard Mäding, Herbert Morgen, Josef Umlauf und er betonten in eidesstattlichen Erklärungen zum Nürnberger Prozess Rasse- und Siedlungshauptamt der SS, dass es sich bei ihren Arbeiten um theoretische Grundlagenforschung gehandelt habe und der Plan ein reines Hirngespinst geblieben sei.

Funktionsweise des Systems der zentralen Orte

1945 wurde er freischaffender Geograph, Mitglied der KPD, später der SPD und gründete 1950 zusammen mit Emil Meynen den Deutschen Verband für angewandte Geographie (DVAG). Das Modell der zentralen Orte wurde zur Grundlage für die Raumplanung in der Bundesrepublik Deutschland nach dem Zweiten Weltkrieg, koordiniert durch die Bundesanstalt für Landeskunde und Raumforschung, die bis in die 1960er Jahre von Meynen geleitet wurde. Nach 1945 entwickelte er zudem Raumplanungskonzepte für das kommunistische Regime in Polen.
Die von Christaller in den 1930er Jahren entwickelte Idee der zentralen Orte fand starken Anklang bei den Fachkollegen und wurde insbesondere in den 1960er Jahren von Georg Kluczka weiterentwickelt. Sie geht davon aus, dass die Siedlungen in einer Landschaft räumlich-funktionell miteinander in Beziehung stehen und hierarchischen Niveaus angehören. Um die zentralörtliche Stellung einer Siedlung zu ermitteln, wurden neun Funktionsbereiche herangezogen, die im Sinne einer „Congestion“ (englisch: Verdichtung) über den Ort herausreichen. Historiker griffen Christallers These ab den 1950er Jahren auf und diskutierten sie insbesondere für das Spätmittelalter und die Neuere Geschichte. Im Jahr 1973 machte Dietrich Denecke den Versuch, das Konzept auch für ältere Abschnitte des Mittelalters nutzbar zu machen.
Von 1996 bis 2015 vergab der DVAG den Walter-Christaller-Preis für Nachwuchsgeographen. Aufgrund der „Erkenntnisse über die Intensität und den Umfang der Verstrickungen von Walter Christaller in die räumlichen Planungen des NS-Regimes“ wurde der Preis im Jahr 2017 in DVAG-Preis für Angewandte Geographie umbenannt. Ein Nachlass mit wissenschaftlichen Unterlagen Christallers (Manuskripte, Korrespondenzen u. a.) befindet sich im Archiv für Geographie des Leibniz-Instituts für Länderkunde in Leipzig.

## Ehrungen
- 1964: Outstanding Achievement Award der Association of American Geographers
- 1967: Anders-Retzius-Medaille in Gold der Schwedischen Gesellschaft für Anthropologie und Geographie
- 1968: Victoria Medal der Royal Geographical Society
- 1968: Ehrendoktorwürde der Universität Lund
- 1968: Ehrendoktorwürde der Ruhr-Universität Bochum

## Schriften (Auswahl)
- Die zentralen Orte in Süddeutschland. Eine ökonomisch-geographische Untersuchung über die Gesetzmäßigkeit der Verbreitung und Entwicklung der Siedlungen mit städtischer Funktion. Jena 1933. / als Reprint: Wissenschaftliche Buchgesellschaft, Darmstadt 1980, ISBN 3-534-04466-5.
- Grundgedanken zum Siedlungs- und Verwaltungsaufbau im Osten. In: Neues Bauerntum, 32. Jahrgang 1940, S. 305–312.
- Raumtheorie und Raumordnung. In: Archiv für Wirtschaftsplanung, 1. Jahrgang 1941, S. 116–135.
- Die zentralen Orte in den Ostgebieten und ihre Kultur- und Marktbereiche. Teil 1: Von Struktur und Gestaltung der zentralen Orte des Deutschen Ostens. Koehler, Leipzig 1941.
- Land und Stadt in der deutschen Volksordnung. In: Deutsche Agrarpolitik, 1. Jahrgang 1942, S. 53–56.
- Beiträge zu einer Geographie des Fremdenverkehrs. In: Erdkunde, 9. Jahrgang 1955, S. 1–19.
- Die Hierarchie der Städte. In: Knut Norborg (Hrsg.): Proceedings of the IGU Symposium in Urban Geography, Lund, 1960, Nr. 24 (1962), S. 3–11. (= Lund Studies in Geography, Ser. B, Human Geography.)
- mit Hans-Richard Fischer: Unsere Erde. Stuttgarter Hausbücherei, Stuttgart 1958.
- Some Considerations of Tourism Location in Europe. In: Papers, Regional Science Association, 12. Jahrgang 1964, S. 95–105.
- How I discovered the Theory of Central Places. A Report about the Origin of Central Places. In: P. W. English, R. C. Mayfield (Hrsg.): Man Space and Environment. Oxford University Press, London 1972, S. 601–610.